# Verband Deutscher Privat-Feuerversicherungs-Gesellschaften
Der Verband Deutscher Privat-Feuerversicherungs-Gesellschaften war ein Verband deutscher Feuerversicherungsaktiengesellschaften.

## Geschichte
Er wurde am 29. November 1871 in Hannover gegründet.
Ziel des Verbandes war die Vertretung der Interessen des gesamten Feuerversicherungswesens und wissenschaftliche Zwecke, wie die Aufstellung und Verwendung einer Feuerversicherungsstatistik.
Zu dem Verband gehörten die bedeutendsten damals existierenden privaten Feuerversicherungs-Gesellschaften.